# Carlos Testor
Carlos Testor Pascual (Valencia, 1850 - 1926) fue un abogado y político, diputado en las Cortes Españolas durante la restauración borbónica .
Estudió con los escolapios de Valencia y se licenció en Derecho en la Universidad de Valencia en 1870. Después trabajó como abogado del Audiencia y fue secretario de la Real Academia de Jurisprudencia y Legislación de Valencia de 1872 a 1878. En 1872, además, se incorporó a la Tertulia Progresista, pero la abandonó cuando se proclamó la Primera República. Entonces se afilió al Partido Constitucional y mantuvo buenas relaciones con Gonzalo Julián Martín, secretario de la Diputación de Valencia, quien lo nombró oficial primero de la secretaría. Cuando se produjo la Restauración borbónica se afilió al Partido Liberal de la mano de Práxedes Mateo Sagasta y Trinitario Ruiz Capdepón.
Se ganó un importante prestigio como abogado, lo que le permitió ser elegido concejal del Ayuntamiento de Valencia en 1876 y miembro del Comité Constitucional hasta 1879. Después fundó las sociedades literarias El Recreo Literario y La Antorcha, que en 1879 convertirían en el Ateneo Mercantil de Valencia, del que fue secretario. Después de intentar ser elegido diputado infructuosamente por el distrito electoral de Enguera en las elecciones de 1876 y 1879, fue elegido diputado por los distritos de Enguera y Torrente en las elecciones de 1881, 1886, 1893, 1898, 1899, 1901, 1903, 1905 y 1907. También fue elegido senador en 1910, 1914 y 1916.
Entre otros cargos, fue director general de Agricultura, Industria y Comercio entre 1888 y 1890 y director general de prisiones, director real de seguros y subsecretario de Gracia y Justicia en 1922. Y fue nombrado caballero gran cruz de la Orden de Isabel la Católica.